# Eugen Kamber
Eugen Kamber (18 de setembro de 1924 — 1 de março de 1991) foi um ciclista suíço. Competiu nos Jogos Olímpicos de Verão de 1948 em Londres, onde foi membro da equipe suíça de ciclismo que terminou em quinto lugar na perseguição por equipes de 4 km em pista.